# Maryvonne Le Berre
Pour les articles homonymes, voir Le Berre.
Maryvonne Le Berre, née à Nantes le 12 mars 1940 où elle est morte le 18 octobre 2012, est une géographe française. 

## Biographie
Elle est connue pour ses travaux sur la notion de territoire, qu'elle définit « comme la portion de la surface terrestre, appropriée par un groupe social pour assurer sa reproduction et la satisfaction de ses besoins vitaux », ainsi que pour la diffusion des moyens d'analyse statistique en géographie, en particulier dans le cadre du groupe Chadule.
Agrégée et docteure en géographie, Maryvonne Le Berre a d'abord été maître de conférences à l'UFR de géographie de l'Université de Grenoble (en 1987), avant de devenir professeur de géographie à l'Université de Franche-Comté. 
Elle est l'une des membres fondatrices du Groupe Dupont, association fondée en 1971 qui organise depuis 1976 un colloque international biennal appelé Géopoint.

## Principales publications
- Initiation aux pratiques statistiques en géographie, Armand Colin, 1998, 203 p. (avec Henri Chamussy, Joël Charre, Pierre Dumolard, Marie-Geneviève Durand).
- « Territoires ». In Antoine Bailly et al., Encyclopédie de géographie, Paris, Economica, 1992, p. 617–638.